# Airbourne
Airbourne — австралийская рок-группа из Варрнамбула, штат Виктория. Сформирована в 2003 году братьями Джоэлом и Райаном О’Кифами. Музыка группы представляет собой высокоэнергичный паб-рок, характерный для многих групп из Австралии (AC/DC, Rose Tattoo и т. д.).

## История
В 9 лет Джоэл О' Киф увлекся рок-н-роллом, в 11 он взял в руки гитару и начал подбирать гитарные риффы своих кумиров: Rose Tattoo, AC/DC, The Angels, Billy Thorpe and The Aztecs и Cold Chisel. Свои музыкальные предпочтения Джоэл разделил с братом Райаном. Когда ему исполнилось 15, у Райана, которому в то время было 11, появилась собственная ударная установка. С тех пор братья проводили репетиции. В 2003 году с приходом гитариста Дэвида и басиста Джастина Стрита завершилось формирование коллектива, ставшего группой Airbourne.

### Ready To Rock (2003—2006)
В 2004 году выходит изданный на собственные средства мини-альбом (EP) группы «Ready To Rock», в записи которого, правда, на басу сыграл Адам Джекобсон. В начале 2005 года Airbourne переезжает в Мельбурн. В этом же году группа подписывает контракт на 5 альбомов с Capitol records, после чего принимает участие в многочисленных фестивалях, в частности выступает на разогреве у Mötley Crüe и The Rolling Stones.

### Runnin' Wild (2006—2008)
В 2006 году группа передвигается в США, чтобы начать работу над первым студийным альбомом «Runnin' Wild» вместе с легендарным продюсером Бобом Марлетом. 19 февраля 2007 года Capitol Records разрывает контракт с группой, тем не менее релиз состоялся в Австралии через EMI 23 июня того же года (выпущено три сингла: «Running Wild», «Too Much, Too Young, Too Fast» и «Diamond in The Rough»). В июле Airbourne подписывает контракт с Roadrunner records. 4 сентября выходит концертный альбом «Live at the Playroom».

### No Guts, No Glory (с 2009 по настоящее)
В интервью с ритм-гитаристом Airbourne, Дэвидом Роудсом, тот подтвердил, что группа начнет работу над новым материалом в конце января 2009 года. В 17-м выпуске журнала Kerrang! Джоэл О’Киф рассказал, что группа начала записываться в «Criterion Hotel» — том самом пабе, в котором группа давала свои первые выступления. «Мы подключаем все наше оборудование и настраиваемся на настоящий австралийский паб-рок, записанный в настоящем австралийском пабе» — отмечает Джоэл.
Новая песня «Born to kill» была впервые исполнена на выступлении в Logan Campbell Centre (Окленд, Новая Зеландия) 7 октября 2009 г.
27 октября было сделано заявление о том, что новый альбом будет называться «No Guts, No Glory». Официальный релиз был запланирован на 5 марта (Великобритания, Европа, Канада, Япония, Австралия и Новая Зеландия) и 20 апреля 2010 г. (США).
19 января 2010 г. новая песня «No Way But The Hard Way» прозвучала в эфире BBC Radio Rock 1 show.
7 апреля 2017, на своей странице в Facebook, группа написала, что ритм-гитарист  David Roads покидает группу, чтобы заняться семейным бизнесом. Harri Harrison был заявлен на замену.

## Факты
- Гитаристы группы используют гитары Gibson Explorer, Gibson SG и комбоусилители Marshall. Басист Джастин Стрит играет на Fender Precision Bass.

## Дискография
Основная статья: Дискография Airbourne

### Студийные альбомы
- Runnin' Wild (2007)
- No Guts. No Glory. (2010)
- Black Dog Barking (2013)
- Breakin' Outta Hell (2016)
- Boneshaker (2019)

### Концертные альбомы
- Live At The Playroom (EP) (2007)

### EP
- Ready To Rock (2004)

### Синглы
| Год  | Песня                         | Альбом             |
| ---- | ----------------------------- | ------------------ |
| 2007 | Too Much, Too Young, Too Fast | Runnin' Wild       |
| 2007 | Runnin' Wild                  | Runnin' Wild       |
| 2008 | Diamond In The Rough          | Runnin' Wild       |
| 2010 | No Way But The Hard Way       | No Guts. No Glory. |

### Саундтреки
- Burnout Paradise — «Too Much, Too Young, Too Fast», «Runnin' Wild»
- Guitar Hero World Tour — «Too Much, Too Young, Too Fast»
- Madden NFL 08 — «Runnin' Wild»
- Madden NFL 09 — «Stand Up for Rock 'N Roll»
- NASCAR 08 — «Stand Up For Rock 'N Roll»
- NASCAR 09 — «Runnin' Wild» и Too Much, Too Young, Too Fast"
- Need For Speed: ProStreet — «Blackjack»
- Need For Speed: Undercover — «Girls in Black»
- NFL Tour — «Blackjack»
- NHL 08 — «Stand Up for Rock 'N Roll»
- NHL 09 — «Runnin' Wild»
- Rock Band/Rock Band 2 — «Runnin' Wild»
- Skate — «Let’s Ride»
- Tony Hawk's Proving Ground — «Girls in Black»
- Medal of Honor: Airborne — «Stand Up For Rock 'N Roll»
- WWE Smackdown vs Raw 2009 — «Turn Up The Trouble»
- Twisted Metal (2012) — «Raise The Flag»
- WWE Extreme Rules 2013 — «Live it Up»
- NHL 14 — «Live it Up»